# Leena Peltonen-Palotie
Leena Peltonen-Palotie, née le 16 juin 1952 à Helsinki et morte le 11 mars 2010 dans la même ville, est une généticienne finlandaise qui a contribué à l'identification de 15 gènes de maladies génétiques de l'héritage finlandais, dont l'hypertension artérielle, la schizophrénie, l'intolérance au lactose, l'arthrose et la sclérose en plaques. Leena Peltonen-Palotie est reconnue comme l'une des principales généticiennes moléculaires au monde,.

## Enfance et études
Peltonen-Palotie est née à Helsinki ; sa famille déménage à Oulu lorsqu'elle est encore enfant. Elle termine ses études secondaires au lycée finnois mixte d'Oulu, dont elle obtient le diplôme de fin d'études en 1971. Peltonen-Palotie étudie la médecine et obtient son diplôme de médecine en 1976 ; elle termine sa thèse de doctorat à l'université d'Oulu en 1978.
En 1978, elle part aux États-Unis pour y effectuer un post-doctorat.

## Carrière
Peltonen-Palotie travaille à l'Institut national de santé publique de Finlande de 1987 à 1998. De 1998 à 2002, elle contribue à fonder le département de génétique humaine de l'université de Californie à Los Angeles (UCLA). Puis elle occupe un poste de professeur à l'Académie de Finlande à partir de 2003. En avril 2005, Peltonen-Palotie travaille à l'université d'Helsinki et à l'Institut national de santé publique de Finlande. Elle est également directrice de projet dans le projet européen GenomEUtwin qui a été formé pour définir et caractériser les composants génétiques à l'origine de différentes maladies. En 2004, elle devient membre du conseil d'administration d'Orion Corporation, la plus grande société pharmaceutique finlandaise. En septembre 2007, Peltonen-Palotie rejoint le Wellcome Trust Sanger Institute, à Cambridge au Royaume-Uni, en tant que directrice de la division génétique humaine. Elle dirige également des groupes de recherche au Broad Institute du Massachusetts Institute of Technology (MIT) et à l'université Harvard.
Au cours de sa carrière, Peltonen-Palotie a publié plus de 500 articles de recherche et près de 80 articles invités ; elle a encadré plus de 70 doctorants.
Elle est décédée le 11 mars 2010 d'un cancer des os.

## Prix et distinctions
- En plus de nombreux prix académiques, elle reçoit un diplôme honorifique de la Faculté de médecine de l'Université d'Uppsala en 2000, et de l'Université de Joensuu.
- En 2004, l'émission de télévision finlandaise Suuret suomalaiset classe Peltonen-Palotie au 77e rang des 100 plus grands Finlandais de tous les temps.
- En 2006, Peltonen-Palotie reçoit le prix Van Gysel[4] et le prix suédois Eric K. Fernström[3]. En 2009, elle reçoit le titre honorifique finlandais d'académicienne des sciences[5].
- Lors de la Journée internationale des femmes en 2010, ses recherches scientifiques sont honorées par un timbre postal commémoratif émis par la poste finlandaise[6],[7].
- Le prix Leena Peltonen d'excellence en génétique humaine a été créé en son honneur.